# RPK
RPK (rusky Ручной пулемёт Калашникова, transkripcí Ručnoj pulemjot Kalašnikova) je lehký (tzv. "ruční") kulomet sovětské výroby. V podstatě je to varianta útočné pušky AKM vybavené delší a těžší hlavní a dvojnožkou. Protože nemá vyměnitelnou hlaveň a má menší kapacitu zásobníku, není určen pro střelbu dlouhými dávkami. Podobně jako britský lehký kulomet LSW zajišťuje palebnou podporu pěšímu družstvu při střelbě na vzdálenosti větší, než běžná útočná puška. Obyčejně se používá segmentový schránkový zásobník na 40 nábojů, podobný jako u AK-47, ale může být použit i bubnový zásobník o kapacitě 75 nábojů. Vzhledem k délce segmentového zásobníku se s ním špatně střílí z polohy vleže.
RPK byl zaveden do výzbroje v polovině šedesátých let 20. století, kdy nahrazoval předešlý ruční kulomet RPD. Byl a je široce používán v zemích bývalého Sovětského svazu, jeho spojenců a u partyzánských skupin celého světa.
Od poloviny sedmdesátých let je používána modifikace RPK-74, což je varianta útočné pušky AK-74 používající střelivo 5,45 × 39 mm.

## Varianty
- RPK verze s pevnou pažbou
- RPKN verze RPK s lištou na levé straně zbraně pro noční zaměřovače
- RPKS verze se sklopnou ramenní opěrkou
- RPKSN verze RPKS s lištou na levé straně zbraně pro noční zaměřovače
- RPK-22 verze RPK pro náboj .22 LR, tento kulomet používali ve výcviku uživatelé RPK
- RPK-74 verze s pevnou pažbou
- RPK-74N verze RPK-74 s lištou na levé straně zbraně pro noční zaměřovače
- RPKS-74 verze se sklopnou ramenní opěrkou
- RPKS-74N verze RPKS-74 s lištou na levé straně zbraně pro noční zaměřovače
- RPK-74M verze která se vyrábí od 90. let, kombinuje RPK-74,RPKS-74 a RPK-74N, pažba, zásobník, předpažbí a pistolová pažbička jsou z nárazuvzdorného černého plastu